# Discografia di Bassi Maestro
La discografia di Bassi Maestro, rapper italiano, è costituita da 17 album in studio, sei raccolte, 33 mixtape, sei EP e sette singoli, pubblicati tra il 1996 e il 2015.
Ad essi vanno inoltre conteggiati numerose collaborazioni con altri artisti e varie apparizioni in raccolte.

## Album

### Album in studio
| Anno | Titolo                            | Etichetta       |
| ---- | --------------------------------- | --------------- |
| 1996 | Contro gli estimatori             | Mix Men         |
| 1998 | Foto di gruppo                    | Vibrarecords    |
| 2000 | Classico                          | Area Cronica    |
| 2001 | Rapper italiano                   | Vibrarecords    |
| 2002 | Background                        | Vibrarecords    |
| 2003 | Classe '73                        | Vibrarecords    |
| 2004 | Seven: The Street Prequel         | Vibrarecords    |
| 2004 | L'ultimo testimone                | Vibrarecords    |
| 2005 | Hate                              | Vibrarecords    |
| 2006 | V.E.L.M. (Vivi e lascia morire)   | Vibrarecords    |
| 2008 | Low Cost Raiders (come Dublinerz) | Vibrarecords    |
| 2009 | La lettera B (con Babaman)        | Vibrarecords    |
| 2011 | Tutti a casa                      | Sano Business   |
| 2012 | Stanno tutti bene                 | Sano Business   |
| 2013 | Guarda in cielo                   | indipendente    |
| 2017 | Mia maestà                        | Com Era Records |
| 2017 | otergeS ottegorP (con Supa)       | Com Era Records |

### Raccolte
| Anno | Titolo                               | Etichetta      |
| ---- | ------------------------------------ | -------------- |
| 2002 | Classic Gems Vol. 1                  | Vibrarecords   |
| 2008 | Italian Hip Hop Instrumentals Vol. 1 | Latlantide     |
| 2008 | Rare and Unreleased Vol. 1           | Autoproduzione |
| 2015 | Rare and Unreleased Vol. 2           | Autoproduzione |
| 2019 | Street Collection Vol. 1             | Autoproduzione |
| 2019 | Street Collection Vol. 2             | Autoproduzione |

## Mixtape
| Anno | Titolo                                          | Etichetta          |
| ---- | ----------------------------------------------- | ------------------ |
| 1998 | Sections Pt. 1                                  |                    |
| 1999 | Bassi's Bust This Phat Shit Quick               |                    |
| 1999 | Big Exclusive                                   |                    |
| 2000 | Headnodderz                                     |                    |
| 2001 | Busdeez Vol. 1                                  |                    |
| 2001 | Summer Madness                                  |                    |
| 2001 | Word 2 the Mutha (con Double S)                 |                    |
| 2002 | Cats                                            |                    |
| 2004 | The Remedy Tape Vol. 1                          |                    |
| 2004 | Jay-Z vs Vasco - The Red Album                  |                    |
| 2005 | The 2005 Overground Tour                        |                    |
| 2005 | Monkee Bizniz Vol. 1                            |                    |
| 2005 | Monkee Bizniz Vol. 2                            |                    |
| 2007 | Monkee Bizniz Vol. 3                            |                    |
| 2008 | Monkee Bizniz Vol. 4                            |                    |
| 2008 | OWW Tape Vol. 1                                 |                    |
| 2009 | The Seven Skills Mixtape "Rakim Remix Tribute"  |                    |
| 2010 | Hearth, Wind & Fire Mixtape "Nas Remix Tribute" |                    |
| 2010 | The Mixed Nuts Vol. 1                           |                    |
| 2010 | Unlimited Business Mixtape (con DJ Shocca)      | Unlimited Struggle |
| 2011 | Ready to Die - Reworked                         |                    |
| 2011 | F.U.C.K. 2011 - The Mixtape                     |                    |
| 2012 | F.U.C.K. 2012 - The Mixtape                     |                    |
| 2013 | BAX40                                           |                    |
| 2013 | F.U.C.K. 2013 - The Mixtape                     |                    |
| 2014 | Bassi's 15th Anniversary Big L Tribute Mix      |                    |
| 2014 | Musica classica - Timeless Gems                 |                    |
| 2014 | Real estate Mixtape                             |                    |
| 2014 | F.U.C.K. 2014 - The Mixtape                     |                    |
| 2015 | Goldstalgia Vol. 1                              |                    |
| 2015 | Guru Tribute Mixtape                            |                    |
| 2015 | Spring It On                                    |                    |
| 2015 | Real estate vol. 2                              |                    |

## Extended play
| Anno | Titolo                                                     | Etichetta                         |
| ---- | ---------------------------------------------------------- | --------------------------------- |
| 2007 | Sushi EP                                                   | Vibrarecords                      |
| 2010 | Vivo e vero EP                                             | Vibrarecords                      |
| 2010 | Musica che non si tocca (con DJ Shocca)                    | Unlimited Struggle, Sano Business |
| 2012 | Per la mia gente - For My People (con Ghemon e Marco Polo) | Macro Beats                       |
| 2013 | Vieni a prenderci (con Mondo Marcio)                       | Mondo Records                     |
| 2017 | Thank Bax it's Friday                                      |                                   |

## Singoli
- 2006 – Pumpin' the blood
- 2008 – Old School feat. Svetlana (come Mr. Cocky)
- 2008 – Old School Get Down Remix feat. Svetlana (come Mr. Cocky)
- 2008 – White Rabbit Classic Mix (come Mr. Cocky)
- 2008 – Back in 2052 (come Mr. Cocky)
- 2011 – Niggas in Paris freestyle
- 2015 – Rock On

## Apparizioni in raccolte
| Data | Titolo                  | Etichetta    |
| ---- | ----------------------- | ------------ |
| 1998 | 50 MCs Pt. II           |              |
| 1999 | Areacronica.com         | Area Cronica |
| 2000 | Nel vortice volume 2    | Area Cronica |
| 2002 | Da Bomb 2002            |              |
| 2003 | Street Flava            | Self         |
| 2004 | Street Flava 2nd Avenue | Self         |
| 2006 | Street Flava 3rd Avenue | Self         |

## Collaborazioni
| Anno | Artista principale                         | Brano                                                                    | Album di provenienza                    |
| ---- | ------------------------------------------ | ------------------------------------------------------------------------ | --------------------------------------- |
| 1995 | La Pina                                    | Costa caro                                                               | Il CD della Pina                        |
| 1995 | Tormento, Polare, Esa, DJ Zeta             | Mixmen Represent                                                         | Mixmen                                  |
| 1996 | Sottotono                                  | Ianglediz                                                                | Sotto effetto stono                     |
| 1996 | Davo                                       | Ah sì! Eh già!                                                           | Sulle soglie della follia               |
| 1997 | Left Side & Lyricalz                       | È una cosa seria                                                         | La sola via che so                      |
| 1998 | Fritz da Cat                               | Meglio così                                                              | Fritz da Cat                            |
| 1998 | Cricca Dei Balordi                         | Fuori per il Beez                                                        | Fondazione Cracka                       |
| 1999 | Sottotono                                  | Sotto lo stesso effetto                                                  | Sotto lo stesso effetto                 |
| 1999 | Fritz da Cat                               | Microphone Check 1, 2 What Is This                                       | Novecinquanta                           |
| 1999 | Centro13                                   | Fuga dalla realtà                                                        | Acciaio                                 |
| 1999 | Lyricalz                                   | Problemi                                                                 | Brava gente - Storie di fine secolo     |
| 1999 | Megatriade (Dafa, Bassi Maestro, Leftside) | La supremazia                                                            | Il Bel Paese mixtape                    |
| 2000 | DJ Zeta                                    | Ah sì eh già 2000                                                        | Zeta 2000                               |
| 2000 | DJ Zeta                                    | Fuori per il cash                                                        | Zeta 2000                               |
| 2000 | DJ Zeta                                    | Il mio DJ                                                                | Zeta 2000                               |
| 2000 | DJ Zeta                                    | Like This                                                                | Zeta 2000                               |
| 2000 | DJ Zeta                                    | Fuori per il cash Remix                                                  | Zeta 2000                               |
| 2002 | DJ Double S                                | Lo capisci o no!?                                                        | The Great Adventures of DJ Double S     |
| 2003 | Mondo Marcio                               | Brucia Marcio brucia                                                     | Mondo Marcio                            |
| 2003 | Microspasmi                                | Se voi ci capireste                                                      | 13 pezzi per svuotare la pista          |
| 2003 | Numeri 2                                   | Ho bisogno d'amore Remix                                                 | La Primizia e Soulmaster Project        |
| 2004 | Mondo Marcio                               | Sei troppo cheap                                                         | Fuori di qua                            |
| 2004 | DJ Shocca                                  | Inedito                                                                  | 60 Hz                                   |
| 2004 | DJ Shocca                                  | Stupidi                                                                  | 60 Hz                                   |
| 2004 | Reiser                                     | Mother                                                                   | 2004 EP                                 |
| 2004 | Zampa                                      | Nuts                                                                     | Lupo solitario                          |
| 2004 | ATPC                                       | Più forte                                                                | Idem                                    |
| 2004 | Babaman                                    | Intro                                                                    | Prima di partire                        |
| 2004 | Babaman                                    | Vi siete accorti?!                                                       | Prima di partire                        |
| 2004 | Bat One                                    | Sotto tiro                                                               | Riprendiamoci tutto                     |
| 2005 | Ape                                        | La mia nazione                                                           | Generazione di sconvolti                |
| 2005 | Mr. Phil                                   | Rap Galactico                                                            | Kill Phil                               |
| 2005 | Michel                                     | Fuori di qua                                                             | ...Da lontano                           |
| 2005 | ATPC                                       | Più forte Remix                                                          | Re-Idem                                 |
| 2005 | L-Duke                                     | Hip-Hop                                                                  | Il basso la batteria eccetera           |
| 2006 | Babaman                                    | Shake Ya Body Gal                                                        | Fuoco sulle masse                       |
| 2006 | Babaman                                    | Interlude                                                                | Fuoco sulle masse                       |
| 2006 | Amir & Santo Trafficante                   | Keep Prestigio                                                           | Prestigio Click Bang vol. 1             |
| 2006 | Inoki                                      | Freestyle                                                                | New Kingztape Vol. 1                    |
| 2006 | Zampa & Jack the Smoker                    | Electrorapmusic                                                          | Il suono per resistere                  |
| 2006 | Dynamite Soul Men                          | Dynamite BusDeez                                                         | Dynamite Soul 6 Mixtape                 |
| 2006 | Flaminio Maphia                            | Scambi di materiale                                                      | Videogame                               |
| 2006 | Mondo Marcio                               | Brucia Marcio brucia Remix                                               | Mondo Marcio Gold Edition               |
| 2006 | Othello                                    | Chi ne sa e chi ne da                                                    | Cerco pace                              |
| 2006 | Mr. Phil                                   | Roma Philly Connect Remix                                                | Guerra fra poveri                       |
| 2006 | Palla & Lana                               | La vita non paga                                                         | Applausi                                |
| 2007 | Amir                                       | Body Rock Remix                                                          | Vita di prestigio                       |
| 2007 | Luda & DJ Tsura                            | Mr. Slow Flow                                                            | Deadly Combination Mixtape              |
| 2007 | DJ Shocca & Medda                          | Indietro                                                                 | Struggle Music                          |
| 2007 | Crookers                                   | No dubbio bro                                                            | Crookers Mixtape                        |
| 2007 | Mentispesse                                | Uidonghiva                                                               | Bang Bang                               |
| 2007 | DDP                                        | Pesi massimi                                                             | Attitudine                              |
| 2007 | Metro Stars                                | To the Top                                                               | Metrotape Vol. 1                        |
| 2007 | MDT                                        | Vorresti averci Remix                                                    | Sotto Zero - The Drama Tape             |
| 2007 | Duellz                                     | Pesi massimi Remix                                                       | Paranoia 2K7 The Mixtape                |
| 2007 | Piotta                                     | Giovani d'oggi                                                           | Multi culti                             |
| 2007 | Mike Samaniego                             | Bang bang                                                                | Nuova Era: Il cambiamento (The Mixtape) |
| 2007 | Evidence & Jack the Smoker                 | Mr. Slow Flow                                                            | Deadly Combination Mixtape              |
| 2008 | Santo Trafficante                          | Roma Milano                                                              | Ghiaccio: il principio                  |
| 2008 | MDT                                        | Vento fresco                                                             | Grado zero                              |
| 2008 | Principe                                   | Non c'è perdono                                                          | R-Esistenza                             |
| 2008 | Amir                                       | Siamo liberi                                                             | Paura di nessuno                        |
| 2008 | NoOne & Gene5 MC                           | Il doppio di questo                                                      | Rap PhiloSophy                          |
| 2009 | DJ Zeta                                    | Bassi Freestyle                                                          | Ghetto Blaster Vol. 3                   |
| 2009 | DJ Fede                                    | Quando lo vuoi                                                           | Original Flavour                        |
| 2009 | Principe                                   | Non c'è perdono RMX                                                      | R-Esistenza Total Remix                 |
| 2009 | Jack the Smoker                            | 24.7                                                                     | V.Ita                                   |
| 2009 | Gué Pequeno & DJ Harsh                     | Io non ballo                                                             | Fastlife Mixtape Vol. 2 - Faster Life   |
| 2009 | Rubo                                       | Worldwide Party                                                          | Presenta Radio Rade                     |
| 2009 | Matteo Pelli                               | 900 metri                                                                | 900 metri                               |
| 2009 | DJ Zeta                                    | Stick'Em                                                                 | Relations                               |
| 2009 | Michel                                     | Soldi                                                                    | Bombe                                   |
| 2010 | DJ Myke                                    | The Grimey Show                                                          | Hocus Pocus                             |
| 2010 | Mazza Ken                                  | Hai bisogno di noi                                                       | Life                                    |
| 2010 | Two Fingerz                                | Io no                                                                    | Beatbox Selection, Vol. 1               |
| 2010 | Emis Killa                                 | Consapevolezza                                                           | Champagne e spine                       |
| 2011 | Don Joe e Shablo                           | Sopranos                                                                 | Thori & Rocce                           |
| 2011 | Kiave & Macro Marco                        | Countdown                                                                | Fuori da ogni spazio ed ogni tempo      |
| 2011 | Deos One                                   | Finti perbenisti                                                         | Finti perbenisti                        |
| 2011 | Useless Wooden Toys                        | ABC (È facile) feat. Supa, Rido & DJ Double S                            | Piatto forte                            |
| 2011 | Jack the Smoker                            | Otis Freestyle                                                           | Game Over Mixtape Vol. 1                |
| 2012 | AA. VV.                                    | King's Supreme                                                           | Machete Mixtape                         |
| 2012 | Reka                                       | Goin' Away                                                               | Apex Predator                           |
| 2012 | Zampa e Non Dire Chaz                      | I giorni del condor                                                      | I giorni del condor                     |
| 2012 | DJ Fabio B                                 | Lettera a me stesso                                                      | ∞ the EP                                |
| 2012 | Patto MC & Sha One                         | Fresh                                                                    | —                                       |
| 2012 | Sharky MC                                  | Quando faccio yo                                                         | Un sogno di parole                      |
| 2012 | Mecna                                      | Sul serio                                                                | Disco inverno                           |
| 2012 | Emis Killa                                 | Più rispetto                                                             | L'erba cattiva (Gold Edition)           |
| 2012 | Supa                                       | Golden Agers feat. Rido                                                  | Indipendente Mixtape                    |
| 2012 | AA. VV.                                    | Mediocracy feat. Salmo, MadMan, Enigma, El Raton, Ensi e Jack the Smoker | Machete Mixtape II                      |
| 2013 | Flesha & Solo Ap                           | Musica violenta Pt. 2                                                    | Colpo di stato                          |
| 2013 | Mr. Phil                                   | Sopranos Pt. 2 feat. E-Green e DJ Shocca                                 | Poteri forti                            |
| 2013 | DJ Kamo                                    | 24.7.365 feat. Ape                                                       | Changes                                 |
| 2013 | E-Green                                    | The Big Pay Back feat. Mistaman e DJ Shocca                              | Il cuore e la fame                      |
| 2013 | Gemitaiz                                   | Forever True feat. Ensi                                                  | L'unico compromesso                     |
| 2013 | Fritz da Cat                               | Come ai tempi delle Posse                                                | Leaks                                   |
| 2014 | Loop Therapy                               | Sweet Baby                                                               | Opera prima                             |
| 2015 | A&R                                        | Minimo mille                                                             | Solo bombe                              |
| 2015 | AA. VV.                                    | Battle Royal                                                             | Machete Mixtape III                     |
| 2016 | Mondo Marcio                               | Come noi                                                                 | La freschezza del Marcio                |

## Produzioni
- 1996: Davo - Sulle soglie della follia
  - Entra Davo
  - Messaggio esplicito
  - Voglio la mia grana
  - A.K.A. l'ignorante
- 1996: Lyricalz - Deluxe
  - Intro
  - Goditi la vita ft. Alta tensione
  - A sto prezzo ft. Tormento
  - Di zona ft. Sab Sista
  - Abbi fede
- 1996: Left Side - La sola via che so
  - È Una Cosa Seria ft. Bassi Maestro
- 1998: Cricca Dei Balordi - Fondazione Cracka
  - Il sapore del selvatico
- 1998: Sano Business - Underground Troopers
  - U.G.M.C.s 98 ft. DJ T
- 1998: Lyricalz - La vita del rapper
  - Non smetto (remix)
- 1999: Sano Business - The Micragnous EP
  - Bring It On ft. Left Side
  - Sano biz cronico ft. Lyricalz & Tormento
- 1999: Left Side - Una vita non basta
  - Parola di Left Side
  - Una vita non basta ft. Maury B
  - La promessa ft. Sab Sista
- 1999: Lyricalz - Brava gente - Storie di fine secolo
  - Per chi come me
  - Sulle dita di una mano
- 2000: Cricca Dei Balordi - Nel vortice vol. 3
  - Non dimenticare ft. DJ Zeta
- 2000: Supa - Suoni dalla strada
  - Illigul Bizniz Remix
- 2000: Fabri Fibra - Dinamite Mixtape
  - Blunt Smokers ft. Shezan Il Ragio
- 2000: Sab Sista - Cronica
  - Int-Row
  - Hip Hop Sista
  - Posseggo
  - Non è tanto... ft. Marya
  - A.G. [alla goccia] ft. DJ Fede
  - Resta con me ft. Tormento
- 2002: Cricca Dei Balordi - Musi
  - Definitivi
  - Parole
  - Ma va!?
  - Fuori meno dieci
  - Culi duri
  - B-Boys Wanna Have Fun
  - Ultimo treno per Sesto
  - S.B.1.01
  - Mio fratello lo sa
  - Traffici
  - S.B.1.02
- 2003: Sano Business - Street Flava
  - Streetstylesanobiz
- 2003: Toscani classici - Fagioli e ribollita
  - C'ho un brutto vizio
- 2003: Mondo Marcio - Mondo Marcio
  - Tieni duro!
  - Brucia Marcio brucia
- 2004: Zampa - Lupo solitario
  - Tracce
- 2004: Ape - Venticinque
  - Cose che succedono
- 2004: Fabri Fibra - Mr. Simpatia
  - Io non ti invidio
- 2004: Sano Business - Esuberanza
  - C'è una guerra ft. Zampa & Rido
  - Vivo duro ft. Cricca Dei Balordi
  - Era scritto così
  - Sogni ft. Rido
  - Milano piano 0 ft. Supa & DJ Zeta
  - La bomba remix 2003 ft. Asher Kuno, Bat & Jack the Smoker
  - Ninja rap ft. Cricca Dei Balordi
  - Tu non mi rispetti ft. Rido
- 2004: Posi Argento - Borderline
  - Potrebbe essere utile? ft. Chief
  - Hold On U 
  - Colpo basso
  - Deep assaggio ft. ArdiHann
  - Backstage ft. DJ Yaner
  - Chiedi com'è ft. Rido
  - Borderline
  - Gioventù bruciata
- 2005: Ape - Generazione di sconvolti
  - Il monologo del rap
- 2005: Supa - No Delay
  - Intro
  - Che cosa ti perdi
  - Elossaai!
  - S.T.S. (Small Talks Stinks)
  - Detto fatto
  - Espira remix ft. Rido
- 2005: Marracash - Roccia Music I
  - Popolare remix
- 2005: Sano Business & Cor Veleno - Overground Tour 2005 - Official Mixtape
  - Confessa ft. Ibbanez
  - Fisse bastarde (Cockdee's Remix) ft. Primo
  - Mamma mia (Cockdeez Remix) ft. Primo & Squarta
  - Scusami ft. Primo & Ibanez
- 2005: Mistaman - Parole
  - Se se se
- 2006: Amir - Uomo di prestigio
  - Straniero nella mia nazione
  - Clapshit
- 2006: Babaman - Come un uragano
  - La massa rimbalza
  - Sound Bwoy'Z Killa
  - Principessa
  - Lo riconosci l'aroma
  - Trendy Gal
  - Trandy Gal - radio edit
- 2006: Mondo Marcio - Mondo Marcio Gold Edition
  - Tieni duro! (Original Version)
- 2007: Kiave - 7 respiri
  - Noi contro loro
- 2007: Ape - Morgy Mo' e la gente per bene
  - Zapping
- 2007: Babaman - Quella sporca dozzina
  - King Kong
- 2007: Ghemon - Qualcosa cambierà Mixtape
  - È il momento (Original Version)
- 2007: Sano Business - Crossover
  - Deep Underground
  - Hectic
  - Fichissimi
  - Vecchi maiali
  - Che cazzo vuoi?! ft. Piotta
  - Ma che ooohh!!
  - Whisky
  - Whisky (secondo giro)
  - Ritmo balordo
- 2007: Inoki - Nobiltà di strada
  - Majìko 
  - Se mi vedi ft. Tek Money & Lady Tambler
- 2008: Babaman - Dinamite
  - Guerrieri del microfono ft. Gué Pequeno
  - Tentan di fermarmi
  - La bestia
  - Mi Yerba ft. Chulito Camacho
  - Cosa sarà
  - Come un cane
  - Lo sanno
  - Periferia
- 2008: D.A.F.A. aka KilKenny - A distanza ravvicinata
  - Strada maestra
  - Top Clap ft. Supa
- 2008: Meddaman - Voce del verbo essere
  - Inutile
  - La musica della vita
- 2008: Principe - R-Esistenza
  - Microfono prova ft. DJ Double S
- 2008: Dublinerz - Low Cost Raiders
  - The Dublinerz Anthem
  - Lealtà
  - Low Cost Raiders
  - Sappiamo bene
  - Aria pura ft. DJ Ronin
  - Abli dubli
  - Top Kapi
  - Tutti quanti!
  - Top Secret
  - I Don't Care ft. DJ Double S
  - Lealtà (Original)
- 2009: Zampa - La lunga e tumultuosa via per Bisanzio
  - Maculele's Song
- 2009: Lefty - Il mondo dai miei occhi
  - Nel Business
- 2009: ATPC - Solido
  - Mi Piace
- 2009: Rayden - In ogni dove
  - Anche no
- 2009: Jack the Smoker - V.Ita
  - Lavoro RMX
  - Bad Trip (Malus Track)
- 2010: Flaminio Maphia - Er Mejo
  - Vamos Alla Playa (Coi Flaminio Maphia)
- 2010: Babaman - Raggasonico
  - La Coca
  - Bomboclat
  - Reggae Party
  - Mondo Oscuro
  - I'&'I
- 2010: Emis Killa - Champagne e spine
  - I'm The Shit ft. Vacca
  - I 3 Tempi
- 2011: Meddaman - Tutto vero tutto falso
  - Che calata
- 2011: Gué Pequeno - Il ragazzo d'oro
  - Figlio di Dio
- 2011: New Grand Daddy I.U. - Aknowledge - The takeover vol.26 (J-Love Mixtape)
  - Gossips
- 2011: Jim Jones (rapper) - I'm On One, Part 2
  - Blow Ya Whistle ft. Lloyd Banks
- 2011: HellDee feat Rew & Shade - Meglio soli
  - Bravo
- 2011: Likwuid - No Regrets - EP
  - Likwuidation Reprise
  - Loose Change
  - Sight For Sore Eyes ft. Adrienne Mack-Davis & Donwhill of Tanya Morgan
  - Queendom Anthem ft. Trye Phoenix
  - L Is For Love ft. Eternia & Rigoletto Rockwell
  - No Regrets ft. Eclipz, Hannibal, Logic, Sacryfice & Midi Marc
- 2012: Team Machete - Machete Mixtape
  - Machete State of Mind feat. Clementino e Enigma
- 2012: Reka - Apex Predator
  - Grip
  - Livestock feat. Undeniable
- 2012: Rocco Hunt - Spiraglio di periferia
  - Le due storie
- 2012: M.O.P.
  - Man down (We the people)
- 2012: Team Machete - Machete Mixtape II
  - Ego Trap
- 2012: Dafa aka Kilkenny - A distanza ravvicinata
  - Strada maestra
- 2013: Doppia X - Doppio impatto
  - Home Away feat. Maylay Sparks
- 2013: Maury B - Book of Rhymes
  - Lettere notturne
- 2013: Enigma - Rebus EP
  - Il simposio
- 2013: Gemitaiz feat. Salmo - L'unico compromesso
  - K-Hole
- 2013: Nitro feat. Danno - Danger
  - Piombo e fango 2013
- 2013: Shade
  - Avanti il prossimo
- 2013: Gemitaiz - Quello che vi consiglio vol. 4
  - On the corner
- 2014: Rocco Hunt - 'A verità
  - Senza Chances feat. Emiliano Pepe
- 2014: MixUP - Upgrade
  - Ciao/domani
- 2014: MixUP - Upgrade
  - Da qui feat. Pat Cosmo (Casinò Royale)
- 2014: Amir - Ius Music
  - Ius Music
- 2014: Sace - Giovane e Forte Ep Vol. 3
  - Nient'altro
- 2015: Gué Pequeno - Vero
  - Pequeno
- 2016: Mondo Marcio - La freschezza del Marcio
  - Un altro giorno
  - Scoppia la bomba feat. Fabri Fibra
- 2017: Fabri Fibra - Fenomeno
  - Money for Dope 2017
  - Considerazioni feat. Roberto Saviano
- 2017: Fabri Fibra - Fenomeno - Masterchef EP
  - CVDM
- 2021: Gué Pequeno & DJ Harsh - Fastlife 4
  - Fast Life
- 2023: Guè - Madreperla

## Remix
- 2011: La cassa spinge RMX[1]
- 2013: NY State of mind (Crown City Edition)